# 光竿青皮竹
光竿青皮竹（学名：Bambusa textilis var. glabra）为禾本科簕竹属下的一个变种。

## 扩展阅读
- 維基物種上的相關：光竿青皮竹